# Heinrich von Kraut

Heinrich von Kraut

Heinrich Kraut, ab 1912 von Kraut, (* 4. Juli 1857 in Cannstatt; † 31. August 1935 in Heiligenberg) war ein deutscher Jurist und Politiker (Konservativ, DNVP).

## Leben und Beruf
Nach dem Abitur 1875 in Heilbronn studierte Kraut bis 1879 in Tübingen, Heidelberg, Göttingen und Leipzig Rechtswissenschaften. Während seines Studiums gehörte er ab 1875 der Burschenschaft Germania Tübingen und ab 1877 der Burschenschaft Allemannia Heidelberg an. Nach dem zweiten juristischen Staatsexamen ließ er sich 1883 als Rechtsanwalt in Stuttgart nieder. Seit 1903 war er öffentlicher  Notar und seit 1909 Mitglied und zuletzt Vorsitzender des Aufsichtsrats der Verlagsgesellschaft Belser AG. Außerdem war Kraut Mitglied des Aufsichtsrats der Neckarwerke AG, der Lebensversicherungsgesellschaften des Stuttgarter Vereins sowie der Allianz Lebensversicherung und der Cannstatter Zeitung GmbH. Neben seiner juristischen Tätigkeit war er auch Mitglied des Bundes der Landwirte in Württemberg.

## Politik
Kraut gehörte im Kaiserreich der Partei der Konservativen an, deren langjähriger Landesvorsitzender er in Württemberg war. Von 1900 bis 1918 saß er als Abgeordneter in der Zweiten Kammer des württembergischen Landtags und seit 1908 war er Vorsitzender der Fraktionsgemeinschaft der Konservativen mit dem Bund der Landwirte. Von 1913 bis 1918 nahm Kraut das Amt des Präsidenten der Zweiten Kammer des württembergischen Landtags wahr. 1918 beteiligte er sich an der Gründung der DNVP, deren Landesorganisation in Württemberg die Württembergische Bürgerpartei war.
Nach der Wahl 1919 gehörte er der Weimarer Nationalversammlung an.
Am 23. Juni 1920 kandidierte Kraut, der zu diesem Zeitpunkt nicht mehr dem Landtag angehörte, gegen Johannes von Hieber um das Amt des Staatspräsidenten von Württemberg. Er unterlag bei der Abstimmung mit 27 zu 52 Stimmen.

## Familie
Kraut war der Sohn von Johann Heinrich Kraut (1824–1887), Gymnasialrektor in Heilbronn und Schwäbisch Hall, und Katharina Sophie geb. Mäderer. Er war evangelischen Glaubens. 1890 heiratete er Mariane Leipheimer (1865–1966), mit der er fünf Kinder hatte, darunter den 1893 geborenen Chemieprofessor Heinrich Kraut, der von 1968 bis 1973 Vorsitzender der  deutschen Welthungerhilfe war.

## Ehrungen
- 1908 Verleihung des Ritterkreuzes
- 1912 Verleihung des Ehrenkreuzes des Ordens der württ. Krone, mit dem die Erhebung in den persönlichen Adel (Nobilitierung) verbunden war
- 1927 Ehrendoktor der Universität Tübingen